# Pseudipochira hiekei
Pseudipochira hiekei là một loài bọ cánh cứng trong họ Cerambycidae.